# 军仓乡
军仓乡（藏語：སྐྱུང་ཚང་ཤང་།，威利转写：skyung tshang shang，THL：Kyungtsang Shang，藏语拼音：Gyungcang Xang），是中华人民共和国西藏自治区那曲市尼玛县下辖的一个乡镇级行政单位。

## 行政区划
军仓乡下辖以下地区：
谷寨村、鲁玛那荣村、尼玛隆村、砂来村和尼隆村。